# 9e corps d'armée (États-Unis)
Pour les articles homonymes, voir 9e corps d'armée.

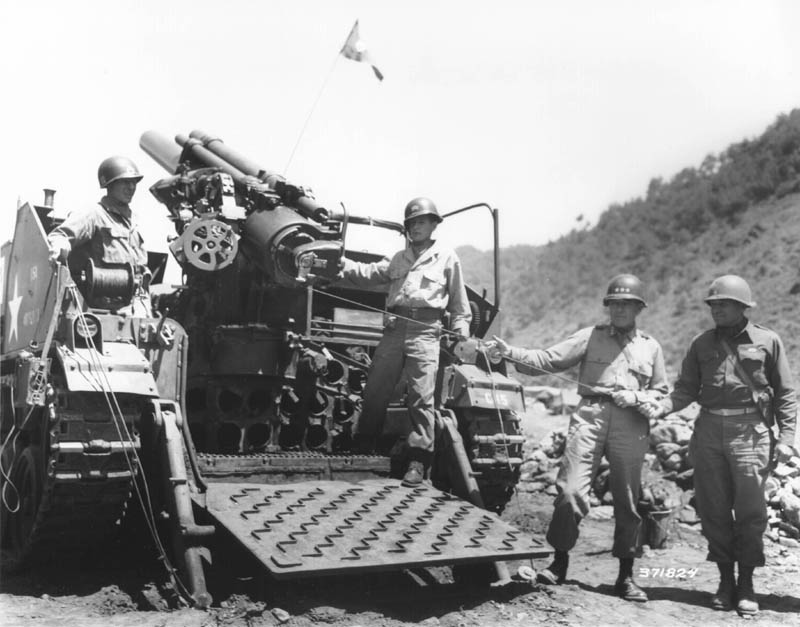
Un M41 HMC Gorilla en Corée le 25 juin 1951. Le lieutenant général William M. Hoge, général commandant le IXe Corps des États-Unis, à gauche, tient le cordon qui tirera le 75 000e obus tiré par le corps depuis le début du conflit en Corée. Le brigadier général William N. Gillmore, général commandant l'artillerie du Corps, se tient à droite du général Hoge.

Le 9e corps des États-Unis (IX Corps) est un corps de l'armée américaine créé en 1940. Il participa à la Seconde Guerre mondiale et à la guerre de Corée.